# Möhrenfliege
Die Möhrenfliege oder Karottenfliege (Chamaepsila rosae) ist eine Fliege aus der Familie der Nacktfliegen (Psilidae). Synonyme für Chamaepsila rosae sind Musca rosae (Fabricius, 1794), Psila rosae (Fabricius, 1794) und Chamaepsila henngi (Tompson & Pont, 1994). Sie tritt vor allem als Schädling in Doldenblütlern auf und ist in Karotten der wichtigste Schädling, der zu Totalausfall führen kann.

## Beschreibung

### Merkmale
Die Möhrenfliege hat eine Länge von 4 bis 5 Millimeter und ist schwarz glänzend. Der Kopf ist gelb mit roten Augen, die Beine und Fühler sind gelb und die Flügel glasig durchscheinend. Die Möhrenfliege trägt statt der Hinterflügel wie auch andere Nacktfliegen Schwingkölbchen. Die Eier haben eine Größe von 0,5–0,7 mm. Sie sind langoval mit Längsrillen und weißlich gefärbt. Die Larve mit einer Länge von 6–8 mm ist weiß-gelblich glänzend und ist segmentiert in Thorax und Abdomen. Die Larve hat keinen abgesetzten Kopf und keine Beine. Die Puppe, die 5 mm lang ist, hat eine braun-gelbliche Färbung.

### Lebenszyklus
Die Fliege überwintert als Puppe (Tönnchen) in einer Tiefe von 5 bis 8 cm im Boden. Nach der Überwinterung schlüpfen die geflügelten Tiere und suchen windstille Stellen in Hecken und Büschen auf. Dort ernähren sie sich und fliegen als erste Generation im April bis Mai auf Felder mit Wirtspflanzen wie Karotten ein. Die Larven können ebenfalls überwintern. Die Fliegen können aus einer Tiefe von 30 cm und mehr schlüpfen. Der Flug erfolgt innerhalb von 2–3 Tagen wenn die Bodentemperaturen gleichmäßig bei 12 bis 15 °C bleiben. Dazu nutzen die Fliegen den späten Nachmittag zwischen 17 Uhr und der Abenddämmerung. Sie verweilen nur kurz im Feld und kehren danach wieder zurück. Die Eiablage erfolgt in kleinen Gruppen. Meist in die obere Erdschicht sehr nahe an die Wurzel der Karotte. Nach wenigen Tagen schlüpfen gelblich glasige bis zu 6 bis 8 Millimeter lange Maden. Zwischen Eiablage und Schlüpfen der Maden vergehen etwa 7 Tage. Die Larve durchläuft drei Larvenstadien. Die Maden des ersten Larvenstadiums fressen zuerst an den feinen Wurzeln und an der Wurzelspitze und bohren sich bald darauf bis in den Zentralzylinder der Karotte. Im Innern der Hauptwurzel frisst das zweite und oft nur das dritte Larvenstadium. Auf der Suche nach der Wurzel kann die Made bis zu 60 cm zurücklegen. Die Gänge in die Hauptwurzel der Karotte sind unregelmäßig. Sie verpuppen sich vier bis sieben Wochen nach Schlüpfen und Reifefraß zu einer 5 mm langen hellbraunen „Tönnchenpuppe“. Für eine gute Entwicklung sind Luftfeuchten von 85–100 % günstig. Steigen die Temperaturen über 22 bis 25 °C fällt die Entwicklung in Diapause. Die Diapause kann auch als „Sommerpause“ bezeichnet werden. Damit schützt sich die Puppe vor Trockenheit. Bis vor einigen Jahren entwickelte sich später nur noch eine zweite Generation mit Einflug von August bis zum ersten Frost. Die Streuung des Einflugs der zweiten Generation ist deutlich stärker und schädigt am meisten. In den 70er- und 80er-Jahren galt die dritte Generation als selten oder unvollständig. Damals flog die erste Generation von Mitte Mai bis Anfang Juli, die zweite Generation von Mitte August bis Oktober (erster Frost). Seit den 90er-Jahren tritt fast regelmäßig eine vollständige dritte Generation auf, die jedes Jahr etwas früher einfliegt. Ihr Einflug findet bereits September bis Oktober statt, während sich der Flug der zweiten Generation auf Juli bis August vorverschoben hat. In Italien bildet sich immer eine 3. Generation. Generell kann der Flug der zweiten und dritten Generation ineinander übergehen, weil die Streuung der Eiablage und damit der Entwicklung mit jeder Generation zunimmt. Die Überwinterung erfolgt schließlich wieder als Puppe frei im Boden oder als Larve in Resten befallener Pflanzen.

### Vorkommen
Die Möhrenfliege kommt in ganz Europa vor. In die USA und Neuseeland wurde sie eingeschleppt. Die Tiere befallen vor allem Doldenblütler. Besonders Karotten und Sellerie sind betroffen. Geschädigt werden auch Petersilie, Wurzelpetersilie, Pastinak und Engelwurz,. Ferner schädigt sie auch Dill, Knollenfenchel, Kümmel und Wilde Möhre.

### Feinde
Laufkäfer wie Bembidion oder Kurzflügelkäfer wie Aleochara sparsa sind als Nützlinge bekannt. Sie fressen Eier und Larven oder parasitieren die Tönnchenpuppen. Als Parasiten treten auch Aphaerete spp., Adelura spp., Dacnusa spp. und Loxotropa tritoma auf.

## Pflanzenschädigung

### Symptome

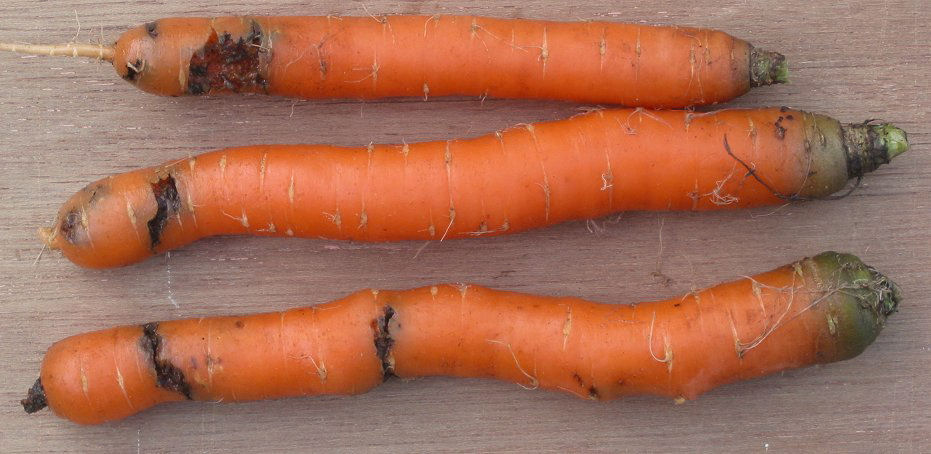
Karotte, Fraßgänge und Eisenmadigkeit

Die ersten Symptome sind etwa 15 Tage nach Flughöhepunkt zu finden. Dann sind rostbraune Wurzelspitzen der feinen Seitenwurzeln zu finden, die durch das erste Larvenstadium verursacht werden. Werden schon die Keimlinge befallen, sterben sie ab. Dieser Befall wird auch als Frühbefall bezeichnet. Beim Reifefraß scheiden die Maden den Kot direkt in die ausgefressenen Gänge hinter sich aus, was zu einer rostroten Färbung führt. Dies wird auch „Eisenmadigkeit“ genannt. Gleichzeitig kann durch die verminderte Wasserführung der Wurzel das Kraut der befallenen Pflanze welken, sich gelb bis rötlich färben und bei sehr starkem Befall absterben. Werden die Wurzeln nach der Ernte bei milderen Temperaturen gelagert, setzen die Maden die Fraßtätigkeit fort. Die zweite, im Juli schlüpfende Generation schädigt am stärksten. Befallen wird vor allem das untere Drittel der Hauptwurzel. Bei Sellerie bewirken die Fraßgänge violette Verfärbungen in der sonst weißen Wurzel und Knolle.

### Gegenmaßnahmen
Kulturplanung und -führung: Wenn möglich, kann der Aussaattermin verschoben werden, womit der Einflug vor der Aussaat oder nach der Ernte der zweiten Generation stattfindet. Damit kann die Möhrenfliege nicht durch Eiablage und die daraus schlüpfenden Maden schädigen. In Italien werden Felder im August für die Ernte im nächsten Frühjahr gesät, die selten befallen werden. Wird die Kultur trockener geführt, erhöht sich damit die Mortalität der Eier und jüngeren Larven, was den Befallsdruck senkt. Werden mehrere Jahre hintereinander Möhren am gleichen Standort angebaut, verstärkt sich der Befallsdruck von Jahr zu Jahr. Spätestens nach 7 bis 8 Jahren hat sich eine sehr starke Population aufgebaut, wenn außer Karotten auch andere Doldenblütler in Nachbarfeldern über Jahre hindurch angebaut wurden. Deshalb wird empfohlen, nicht mehr als zweimal nacheinander Karotten auf dem gleichen Feld anzubauen. Auch die Feldhygiene ist eine wichtige Maßnahme. Um das Überleben von Larven und Puppen unmöglich zu machen, sollten befallene Pflanzen vollständig vom Feld geräumt werden.
Prognosemodelle und Feldkontrollen: Das in Deutschland entwickelte Computerprogramm SWAT V5.1 erfasst die Bodentemperatur und die Lufttemperatur, um die Entwicklung zu prognostizieren. PSIROS ist ein weiteres Prognosemodell, das in Sachsen-Anhalt angewendet wird. Statt eines Prognosemodells kann auch mit Gelbtafeln die Stärke des Fluges registriert werden. Damit kann der geeignete Behandlungszeitpunkt bestimmt werden. Hierzu wird auf jedem Feld eine separate Falle aufgestellt, da der Flug örtlich sehr unterschiedlich stark und zeitlich versetzt stattfinden kann. Zur Bewertung dienen Schadschwellen. Die Gelbtafel wird ab Mitte April aufgestellt. Sie sollte in einem Winkel von 45° befestigt werden, um das Fangergebnis zu verbessern.
Sortenwahl: Es gibt einige Sorten, die nicht so anfällig für die Möhrenfliege sind. Besonders Karotten des Typs 'Nantaise' zeigen öfter eine gewisse Toleranz. Eine Züchtung aus Großbritannien, die Sorte 'Flyaway', ist für den Anbau im Hausgarten mit Teilresistenz bekannt. Toleranz zeigt auch 'Sytan'.
Standortwahl: Windreiche Lagen sind ungünstig für die Möhrenfliege. Gebiete mit überproportional viel Anbau von Karotten sollten wenn möglich gemieden werden, weil dort der Befallsdruck in der Regel höher ist. Große Felder nur mehr am Rand befallen.  Anbau auf Flächen, die direkt neben im Vorjahr befallenen Parzellen liegen, ist zu vermeiden. Im Osten Österreichs, wo trockene und warme Bedingungen vorherrschen, ist die Möhrenfliege wenig bekannt.
Mechanisch: Als mechanische Abwehr haben sich Kulturschutznetze für kleinere Flächen bewährt, die maximal bis vier Wochen vor der Ernte liegen bleiben müssen. So lange braucht die Made, bis sie beginnt, in den Rübenkörper einzudringen. Die Maschenweite darf maximal 1 × 1 Millimeter betragen und die Netze sollten spätestens bei Flugbeginn ausgelegt werden. Senkrecht als Zaun aufgestellte Netze, die den Einflug verhindern sollen, konnten bisher noch keine sichere Abwehr der Möhrenfliege garantieren. Dies liegt an zu kleinen Versuchsflächen, die für den professionellen Anbau nicht repräsentativ sind und an der hohen Windanfälligkeit, die Beschädigungen am Zaun verursachen. Werden Netze direkt nach der Saat ausgelegt, trocknet das Feld weniger schnell aus, was auch das Keimen der Karotten begünstigt. Bei Frühbefall, wenn die Wirtspflanzen noch Keimlinge sind, kann die Eiablage auch durch häufiges Hacken gestört werden.
Mischkultur: Leicht befallsmindernd wirkt auch das nebeneinander Säen oder Pflanzen von Karotte und Zwiebel.
Chemische Behandlung: Mit Streumitteln (Granulaten), die die Wirkstoffe Chlorfevinphos, Carbofuran oder Chlorpyrifos enthalten, können gute Effekte erreicht werden. Spritzungen erfolgen gegen die Eier und Junglarven mit den Wirkstoffen Azactiractine, Chlorfevinphos, Cyhalothrin, Dimethoat, Tefluthrin und anderen Wirkstoffen aus der Gruppe der Pyrethroide. Kurzes Einregnen des Wirkstoffs ist vorteilhaft. Durch Anwendung des gleichen Wirkstoffs über Jahre hinweg wurde eine erhöhte Abbaurate der Wirkstoffe von Granulaten im Boden festgestellt. Dies führt mittlerweile je nach Wirkstoff zu Wirkungsminderungen. Der Bekämpfungserfolg ist begrenzt und liegt zwischen 50 und 70 %.

## Belege